# Skumtennis
Skumtennis er en sportsgren primært målrettet børn og unge med interesse for tennis. Kampene spilles enten på badmintonbaner eller på tværs af almindelige tennisbaner. Der spilles med skumtennisbolde, der er nemmere at håndtere end traditionelle tennisbolde.
I Danmark er Sjællands Tennis Union og DGI arrangør af blandt andet Sjællandsmesterskaberne i skumtennis.
Skumtennis skal ikke forveksles med soft tennis, men har visse ligheder med touchtennis.